# 응우옌우옹
응우옌우옹(베트남어: Nguyễn Uông / 阮汪 완왕, 16세기? ~ 1558년 이전)은 대월 후 레 왕조의 정치인이다. 응우옌낌의 첫째 아들이자 응우옌호앙의 형이다. 생모에 대한 기록은 없다.

## 생애
응우옌호아 13년(1545년), 응우옌낌이 독살당하자 은음(恩蔭)으로 낭천후(浪川侯)가 되었으며, 이후 좌승상(左丞相), 낭군공(朗郡公)에 봉해졌다. 이후 우승상(右丞相) 찐끼엠이 응우옌우옹을 죽였는데, 구체적인 연도는 자세하지 않다.
응우옌 왕조가 세워진 뒤 여러 차례 응우옌우옹을 추봉하였다. 바오다이 16년 5월 27일(1941년 6월 21일), 낭천군공(베트남어:  Lãng Xuyên Quận Công / 浪川郡公)에 추봉하였다. 바오다이 18년 7월 27일(1943년 8월 27일), 낭천군왕(베트남어:  Lãng Xuyên Quận Vương / 浪川郡王)에 추봉하였고, 시호를 장공(莊恭)이라 하였다. 그해 11월 16일(12월 13일), 추봉례(追封禮)를 거행하였다. 아래는 응우옌우옹을 낭천군왕에 추봉하는 책문이다.
維保大拾捌年歲次癸未柒月辛卯朔越貳拾柒日丁巳，承天興運，皇帝若曰：
朕惟藎臣殫報國之忠，常變不移素節；王者重敦親之義，徑存無間鴻恩。追篤慶源，特隆異數。睠惟故左相浪川郡公諱汪，乃我肇祖靖皇帝之皇長子也。仙源派衍，神嶽挺生。才兼相將之能，位列公侯之貴。當此黎朝筮仕良臣，夙著勳名。無端鄭氏見猜，早歲偶遭枉屈。終古精靈不泯，天家長衍鴻庥。肆今慶系追崇王爵，宜隆顯秩。茲特準追加封爲浪川郡王，諡莊恭，錫之冊命。於戲，袞花一字，式增泉壤之光；帶礪千秋，長紀河山之券。有辭永世，尚慰潛馨。欽哉！— 바오다이 8년(1943년), 추봉낭천군왕책문(追封浪川郡王冊文)

## 후손
- 아들: 응우옌우옌(阮淵) - 제령상고대장(提領上庫隊長)
  - 증손: 응우옌짱(阮壯) - 응우옌 주의 응우옌푹떤과 응우옌푹타이 시기 저명한 장수[2]